# Gesundheitsdienstgesetz
Die Gesundheitsdienstgesetze (GDG) stellen die rechtliche Grundlage für Aufgaben und Tätigkeit des Öffentlichen Gesundheitsdienstes in den einzelnen Ländern der Bundesrepublik Deutschland dar. Sie sind länderspezifisch gültig und enthalten die allgemein verbindlichen Regelungen zu:
- Aufgaben und Struktur der Gesundheitsämter bzw. entsprechenden Fachabteilungen in den Städten und Kreisen
- Definitionen von Mindeststandards und Mindestausstattung
- Fragen der örtlichen und sachlichen Zuständigkeit

Die für das künftige Beitrittsgebiet der DDR im August 1990 erlassene Verordnung über den öffentlichen Gesundheitsdienst und die Aufgaben der Gesundheitsämter in den Landkreisen und kreisfreien Städten wurde nach der Wiedervereinigung fortbestehendes Recht in den neuen Bundesländern.
Die Gesundheitsdienstgesetze wurden in den vergangenen Jahren in den Landesparlamenten vielfach diskutiert, verändert und reformiert.

## Ländergesetze
- Baden-Württemberg: Gesetz über den öffentlichen Gesundheitsdienst (Gesundheitsdienstgesetz – ÖGDG)[1]
- Bayern: Gesetz über den Öffentlichen Gesundheitsdienst (Gesundheitsdienstgesetz – GDG)[2]
- Berlin: Gesetz über den öffentlichen Gesundheitsdienst (Gesundheitsdienst-Gesetz – GDG)[3]
- Brandenburg: Gesetz über den Öffentlichen Gesundheitsdienst im Land Brandenburg (Brandenburgisches Gesundheitsdienstgesetz – BbgGDG)[4]
- Bremen: Gesetz über den Öffentlichen Gesundheitsdienst im Lande Bremen Gesundheitsdienstgesetz (ÖGDG)[5] sowie Verordnung über die zuständigen Behörden nach dem Infektionsschutzgesetz.
- Hamburg: Gesetz über den Öffentlichen Gesundheitsdienst in Hamburg (Hamburgisches Gesundheitsdienstgesetz – HmbGDG)[6]
- Hessen: Hessisches Gesetz über den öffentlichen Gesundheitsdienst (HGöGD)[7]
- Mecklenburg-Vorpommern: Gesetz über den Öffentlichen Gesundheitsdienst im Land Mecklenburg-Vorpommern (ÖGDG M-V)[8]
- Niedersachsen: Niedersächsisches Gesetz über den öffentlichen Gesundheitsdienst (NGöGD)[9]
- Nordrhein-Westfalen: Gesetz über den öffentlichen Gesundheitsdienst des Landes Nordrhein-Westfalen (ÖGDG NRW)[10] sowie Gesetz zur Regelung besonderer Handlungsbefugnisse im Rahmen einer epidemischen Lage von nationaler oder landesweiter Tragweite und zur Festlegung der Zuständigkeiten nach dem Infektionsschutzgesetz (Infektionsschutz- und Befugnisgesetz – IfSBG-NRW).
- Rheinland-Pfalz: Landesgesetz über den öffentlichen Gesundheitsdienst Rheinland-Pfalz (ÖGdG)[11] sowie Landesgesetz über die Eingliederung der Gesundheitsämter in die Kreisverwaltungen
- Saarland: Gesetz über den öffentlichen Gesundheitsdienst Saarland (Gesundheitsdienstgesetz – ÖGDG)[12]
- Sachsen: Gesetz über den öffentlichen Gesundheitsdienst im Freistaat Sachsen (SächsGDG)[13]
- Sachsen-Anhalt: Gesetz über den Öffentlichen Gesundheitsdienst und die Berufsausübung im Gesundheitswesen im Land Sachsen-Anhalt (Gesundheitsdienstgesetz – GDG LSA)[14]
- Schleswig-Holstein: Gesetz über den Öffentlichen Gesundheitsdienst (Gesundheitsdienst-Gesetz – GDG)[15]
- Thüringen: Verordnung über den öffentlichen Gesundheitsdienst und die Aufgaben der Gesundheitsämter in den Landkreisen und kreisfreien Städten (GesDV TH)[16]